# Washington (Tyne and Wear)
Washington – miasto w północno-wschodniej Anglii, w hrabstwie Tyne and Wear, w dystrykcie metropolitalnym Sunderland, położone na północnym brzegu rzeki Wear. W 2011 roku ludność miasta wynosiła 67 085 mieszkańców.
Z miejscowości tej pochodzili przodkowie George'a Washingtona, pierwszego prezydenta Stanów Zjednoczonych, którzy wyemigrowali do Wirginii w 1657 roku. W przeszłości miasto było ośrodkiem wydobycia węgla. Znaczny rozwój Washington nastąpił po 1964 roku, gdy wyznaczony został on na jedno z tzw. „nowych miast” (new town).
W Washington urodził się Bryan Ferry, założyciel zespołu Roxy Music.